# 奥尔尼泉 (科罗拉多州)
奥尔尼泉（英語：Olney Springs），是美国科罗拉多州克罗利县下属的一座城市。建市于1912年5月27日，面积大约为0.241平方英里（0.623平方公里）。根据2010年美国人口普查，该市有人口345人。2011年估计该市有人口348人，相比2010年人口增长率为0.87%。同时，论人口该市是科罗拉多州第213大城市。